# Dorfkirche Breitenfeld (Gardelegen)

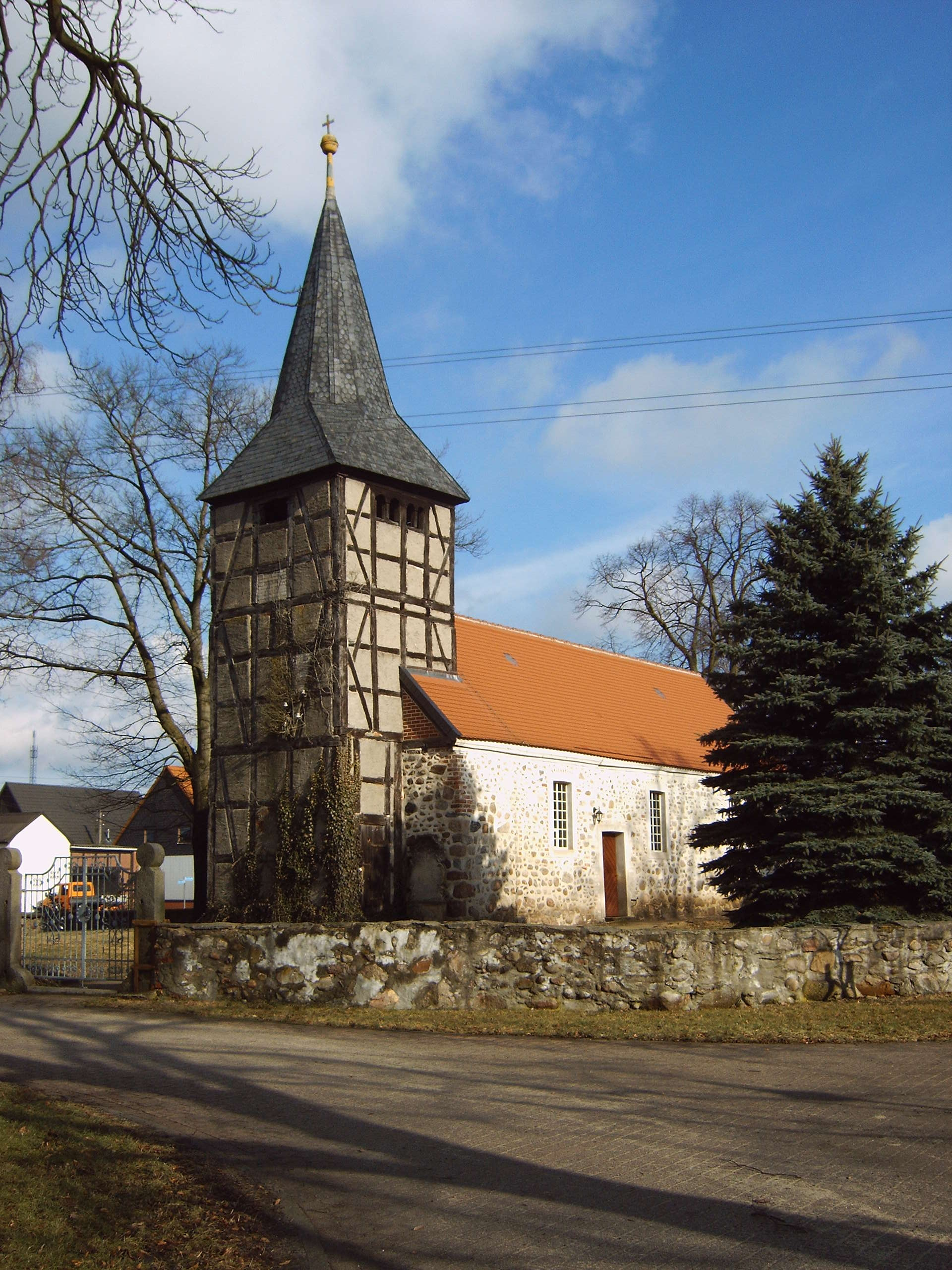
Dorfkirche Breitenfeld

Die Dorfkirche Breitenfeld ist die evangelische Kirche im Gardelegener Ortsteil Breitenfeld in Sachsen-Anhalt.

## Architektur
Die Kirche ist romanischen Ursprungs. Zwei Schlitzfenster in der Ostwand gehen auf diese Epoche zurück. An der Westseite des verputzten, rechteckigen, aus Feldsteinen errichteten Kirchenschiffs befindet sich ein Fachwerkturm. Die Spitze des 1746/47 oder 1817 errichteten Turms ist achteckig. Für das Fachwerk kam Eichenholz zum Einsatz, welches auf dem in der Nähe befindlichen Roten Berg geschlagen wurde.
Das Kirchenschiff ist im Inneren flachgedeckt. Auf der Westseite befindet sich eine Empore. Eine Renovierung der Kirche fand im Jahr 1958 und im Jahre 2005/06 statt. Westlich der von einem kleinen Kirchhof umgebenen Kirche befindet sich ein Kriegerdenkmal. Der Kirchhof diente über lange Zeit als Friedhof des Ortes. Das Bodenniveau des Kirchhofs ist daher heute etwas höher als der Fußboden der Kirche.

## Geschichte
1525 wurde im Amt Klötze die Reformation eingeführt, dies dürfte auch bereits die Breitenfelder Pfarre betroffen haben. Eine erste urkundliche Erwähnung erfolgte 1535/1543, als im Rahmen einer Grenzbesichtigung in der näheren Umgebung urkundlich festgehalten wurde, dass ein in Grenznähe befindlicher Baum vor Jahren gefällt worden sei und „der Kirche zu Breedenfeld zu Gute kommen is“. Die Besonderheit des vom 15. Jahrhundert bis 1816 zwischen braunschweig-lüneburgischer und brandenburgischer Herrschaft geteilten Ortes spiegelte sich auch im Patronat und der daraus folgenden Besetzung der Pfarrstelle wider, die wechselseitig jeweils durch das Amt Klötze und die Familie von der Schulenburg erfolgte. 1605 gab es zwischen Amt und Familie Streitigkeiten über das Recht zur Neubesetzung der Pfarrstelle. Werner von der Schulenburg ließ den vom Amt eingesetzten Pfarrer verhaften und setzte ihn im Schulenburgischen Gefängnis in Apenburg fest. Stattdessen wurde der ehemalige Pfarrer von Diesdorf in Breitenfeld eingesetzt. Da die Schulenburgs tatsächlich mit der Besetzung an der Reihe waren, konnten sie sich mit der Personalentscheidung durchsetzen. 1654 beanspruchten sie erneut das Besetzungsrecht, wobei jedoch das Amt letztlich die Besetzung vornehmen konnte. Nachdem die lüneburgische Seite des Dorfs ab 1815 auch zu Preußen gehörte, trat Preußen in das lüneburgische Patronatsrecht ein. Das Besetzungsrecht wechselte seitdem zwischen der Familie Schulenburg und Preußen. Der letzte dementsprechende Wechsel fand 1932 statt.
Zur Breitenfelder Kirche gehörte ein Pfarrhof und etwas Land, das der Pfarrer selbst bearbeiten musste. Ein Protokoll über eine Kirchenvisitation spricht von einer Hufe Ackerland und zusätzlichem Besitz an Wiesen. Darüber hinaus hatten die einzelnen Bauernhöfe an den Pfarrhof Abgaben zu leisten. Für bestimmte Amtshandlungen standen dem Pfarrer weitere Leistungen zu. Einen Küster gab es noch nicht. Die Dorfkirche Schwiesau und die Dorfkirche Quarnebeck gehörten als Filialkirchen zu Breitenfeld. Um 1600 wird anlässlich einer weiteren Visitation die Pfarre als baufällig eingeschätzt und festgestellt, dass die Breitenfelder zur Erneuerung verpflichtet seien. Im gleichen Protokoll wird gefordert nunmehr einen Küster anzustellen und ihm ein Küsterhaus zu bauen, welches 1648 dann auch tatsächlich urkundlich erwähnt wird. In den Protokollen werden auch die wertvollen Einrichtungsgegenstände benannt. 1541, 1551 und 1600 wird ein silberner Abendmahlskelch aufgeführt. 1600 eine Patene, die noch im 20. Jahrhundert in Benutzung ist. Eine Monstranz aus Messing wird 1551 und ein rotseidenes Atlas-Messgewand im Jahr 1600 erwähnt. Das aus katholischer Zeit verbliebene Messgewand kam während des Dreißigjährigen Kriegs abhanden.
Die Arbeits- und Lebensbedingungen der Breitenfelder Pfarrer scheinen, wohl bedingt durch niedrige Einnahmen, verhältnismäßig schwierig gewesen zu sein. Von diversen Pfarrern ist überliefert, dass sie eine Versetzung von Breitenfeld freudig begrüßten. Der Anfang des 18. Jahrhunderts in Breitenfeld tätige Pfarrer Paulus Krüger (oder Küzer) verfügte sogar, dass er im benachbarten Schwiesau beerdigt werden wollte, da ihm ein Breitenfelder Bauer gedroht hatte, nach seinem Tode mit seinen Knochen das Obst von den Bäumen zu werfen. In späteren Jahren wandelte sich das Bild. Der von 1915 bis 1925 tätige Pfarrer Gottlieb Paul Pflanz schilderte seine Zeit sehr positiv. Er war 1880 als Sohn des damaligen Pfarrers Karl Paul Pflanz in Breitenfeld geboren worden und schrieb eine Chronik über Breitenfeld.
In seiner Amtszeit erhielt die Kirche elektrisches Licht. Außerdem erfolgte eine Ausbesserung der Kirchhofsmauer sowie im Jahr 1916 eine Ausbesserung der Kirchturmuhr. Eine Bronzeglocke wurde angeschafft und das Kriegerdenkmal vor der Kirche errichtet.
Der ihm nachfolgende Pfarrer Ulrich Krüger schrieb später über seine Zeit in Breitenfeld als das „Idyll meines Lebens“. Wohl in seiner Zeit wurde der bis dahin direkt an der Kirche befindliche Friedhof aufgegeben und eingeebnet. In der nach seinem Weggang im Jahr 1930 zunächst eintretenden Vakanz war der Zichtauer Pfarrer Schrader vertretungsweise tätig, bis Pfarrer Friedrich Liederwald 1931 die Stelle antrat. Auch Liederwald äußerte sich wohlwollend über seine Breitenfelder Zeit.
Während des Zweiten Weltkriegs wurde die Kugel auf dem Turm der Kirche durch US-amerikanische Truppen zerschossen. Die in der Kugel eingeschlossenen Dokumente sollen dadurch zerstört worden sein. Im Hinblick auf die 1958 durchgeführte 700-Jahr-Feier Breitenfelds wurde die Kirche 1958 renoviert. 1972 wurde der Kirchturm nach einem Sturmschaden wieder instand gesetzt. Im Jahr 1973 erhielt der Kirchturm eine neue Kugel als Ersatz für die im Krieg zerstörte. Der langjährige Pfarrer Dieter Wollner wurde 1994 zum Ehrenbürger Breitenfelds ernannt.

## Pfarrer der Kirchengemeinde
Pfarrer der Breitenfelder Kirche waren: Henning Danckwort (vor 1577), Gabriel Zaun (nach 1598), Johannes Schultetus (vor 1645), Johann Fischer (um 1648), Johann Georg Ungnad (um 1652), Christophorus Rivenius (um 1671), Paulus Krüger (1694–1720), Johann Wilhelm Pfeiffer (1720–1729), Samuel Christian Oldekop (1730–1747), Johann Otto Reinecke (1748–1766), Georg Dietrich Schnökel (1766–1777), Heinrich Nikolaus Preger (1777–1794), Friedrich Christian Krause (1794–1806), Ernst Hermann Ludwig Dietrich Klüver (1806–1810), Heinrich Adolph Alberti (1812–1818), Johann Friedrich Hermann Busse (1818–1823), Johann August Hermann (1825–1832), Franz Friedrich Mylius (1832–1847), Otto Aemilius Hermann Kähler (1848–1854), Johann Andreas Gottfried Ebeling (1854–1865), Eduard Schleiff (1865–1874), Joachim Wilhelm Ludwig Rindtorff (1875–1878), Karl Paul Pflanz (1878–1883), Ernst August Derfs (1885–1887), Johann Heinrich Ernst Beneke (1887–1901), Rudolf Christian Wilhelm Otto Sackheim (1902–1912), Johannes Koenig (1912–1915), Gottlieb Paul Pflanz (1915–1925), Ulrich Gustav Friedrich Krüger (1926–1930), Friedrich Liederwald (1931–1935), Martin Buhr (1939–1950), Walter Reifenstein (1950–1955), Dieter Wollner (1958–1994) und Michael Henze seit 1994.
Davon abweichend werden Pfarrerbuch der Kirchenprovinz Sachsen bis 1720 folgende Pfarrer genannt: Paul Schultze (bis 1560), Jürgen Schelin (1561–1566), Heinrich Stockfisch (1566–1571), Johann Schartke (1571–1596), Petrus Quedenius (1596–1598), Gabriel Zaun (1598–1619), Johann Dunckhorst (1619–1622), Jakob Lysthenius (1622–1627), Johannes Praetorius (1627–1645), Nikolaus Benjamin Heine (1645), Johannes Fischer (1645–1651), Johann Georg Ungnad (1651–1652), Christoph Rivenius (1652–1688), Johann Otto Peckelius (1690–1694), Paul Kütze (1695–1720).